# Industrial and Commercial Workers Union
Die Industrial and Commercial Workers Union (ICU, auch Industrial and Commercial Workers’ Union; deutsch etwa: „Gewerkschaft der Industrie- und Handelsarbeiter“) war in den 1920er Jahren eine einflussreiche Gewerkschaft in Südafrika. Zeitweise war sie die führende Oppositionsorganisation.

## Geschichte
Die ICU wurde 1919 in Kapstadt als Vertretung der dortigen schwarzen und Coloured-Werftarbeiter gegründet. Generalsekretär war seit der Gründung Clements Kadalie (1896–1951), der ursprünglich aus Nyassaland (heute Malawi) stammte. Bis 1921 war die ICU unter anderem mit dem Kapstädter Zweig der Industrial Workers of Africa fusioniert und mehrere Streiks organisiert. Ziel war die Schaffung einer umfassenden Gewerkschaft im Sinne der Ideen des Panafrikanisten Marcus Garvey und des Syndikalismus der weltweiten Arbeiterbewegung Industrial Workers of the World. Kadalies Stellvertreter war von 1923 bis 1926 der Kommunist James la Guma. 1925 wurde das Hauptquartier nach Johannesburg verlegt. 1926 kam es zur Trennung von kommunistischen Mitgliedern, auch von la Guma. Während die Führungskräfte anfangs aus der Arbeiterklasse kamen, übernahmen nun immer mehr schwarze Mittelständler die Führung. Bis 1927 hatte die ICU über 150.000 Mitglieder und war damit die größte Gewerkschaft in Afrika. Die meisten Mitglieder waren Schwarze, daneben gehörten der ICU mehrere tausend Coloureds und einige Weiße an. Die Bewegung griff auch auf andere Gebiete im südlichen Afrika über. In den 1920er Jahren gewann die ICU auch in den ländlichen Gebieten zahlreiche Anhänger. So wurden im Gebiet um Nelspruit im Gefolge einiger Swasi-Chiefs tausende Landarbeiter Mitglieder der ICU. In den Industriezentren organisierte die ICU zahlreiche Streiks. Sie führte zahlreiche Prozesse für ihre Mitglieder, die häufig zum Erfolg führten.
Gegen Ende der 1920er Jahre war die ICU zunehmenden Repressionen der Regierung ausgesetzt. Viele gewerkschaftlich aktive Landarbeiter wurden in den Farmen der Weißen entlassen. 1929 trat Kadalie zurück und musste das Land verlassen. Die ICU hatte keine konsistente Strategie und zerfiel in den 1930er Jahren in ein militantes und ein moderates Lager. 1935 wirkte die ICU an der Gründung des Oppositionsbündnisses All African Convention mit. Ein Teil der ICU setzte bis in die 1950er Jahre seine Aktivitäten in Südrhodesien (heute Simbabwe) fort.
Die ICU war anders als die damaligen Oppositionsbewegungen African National Congress (ANC) und Communist Party of South Africa (CPSA) eine Massenbewegung, während ANC und CPSA damals eher elitäre Organisationen waren, die kaum zur Verbesserung der Lebensumstände der Schwarzen beitrugen.